# احتجاجات هندوراس 2017-18
احتجاجات هندوراس 2017-18 هي احتجاجات وقعت في جميع أنحاء هندوراس منذ الانتخابات العامة لعام 2017.

## خلفية
في 30 نوفمبر مع فرز ما يقرب من 94٪ من الأصوات ارتفع تقدم خوان أورلاندو هرنانديز إلى 42.92٪ مقارنة بـ 41.42٪ لسلفادور نصر الله. في الأول من ديسمبر أعلنت اللجنة الانتخابية أنها لن تقدم أية نتائج أخرى حتى تتمكن المحكمة من مراجعة جميع كشوف الإحصاء البالغ عددها 1031 والتي لم يتم ملؤها بشكل صحيح من قبل الأحزاب السياسية. تمثل كشوف الإحصاء البالغ عددها 1031 5.69٪ من إجمالي الأصوات. في وقت لاحق من نفس اليوم حيث كانت المحكمة الانتخابية العليا لا تزال تحاول دعوة 60 ممثلاً وأربعة مشرفين لكل من نصرالله وهرنانديز لفرز الأصوات النهائي، أعلنت حكومة هيرنانديز حظر تجول لمدة عشرة أيام من الساعة 6 مساءً حتى 6 صباحًا لمحاولة تهدئة العنف المرتبطة بالاحتجاجات.
في 2 ديسمبر أصدرت المائدة المستديرة الوطنية لحقوق الإنسان في هندوراس بياناً صحفياً أعلنت فيه أن تصرفات الحكومة هي إرهاب دولة ضد المدنيين، وحذرت من أن إعلان حالة الاستثناء كان من أجل خلق القمع لضمان تزوير الانتخابات. وصفها بأنها غير قانونية بعد قراءة العديد من مواد الدستور الهندوراسي.

## الجدول الزمني
حتى 2 ديسمبر لقي ما لا يقل عن 7 أشخاص مصرعهم في الاحتجاجات وأصيب أكثر من 20 آخرين. في الليلة الثانية من حظر التجول شارك آلاف الأشخاص فيما يعرف باسم «كاسيرولازوس»، حيث قاموا بقرع الأواني والمقالي احتجاجًا على ذلك.
اعتبارًا من 15 ديسمبر 2017 انتهت المحكمة من إعادة فرز صناديق الاقتراع التي قدمت مخالفات لكنها لم تعلن بعد فائزًا، واستمرت الاحتجاجات في جميع أنحاء البلاد مع 16 حالة وفاة و1675 معتقلًا وفقًا للجنة الوطنية لحقوق الإنسان في هندوراس. أمام المحكمة 30 يومًا من بدء المسابقة للقيام بذلك.
أعلنت لجنة الانتخابات أخيرًا عن الفائز في 17 ديسمبر، مما أعطى هيرنانديز الفوز بنسبة 42.95٪ من الأصوات مقابل 41.42٪ لنصر الله. أثار الإعلان موجة جديدة من الاحتجاجات في جميع أنحاء البلاد، حيث أعلن ميل زيلايا عن إضراب وطني. شهدت المدينتان الرئيسيتان في البلاد تيغوسيغالبا وسان بيدرو سولا إغلاق للشوارع، وسد المخارج الرئيسية، وتقلص حركة المرور بينهما بشدة.
وثق مراقبو الانتخابات التابعون لمنظمة الدول الأمريكية في تقريرهم النهائي مخالفات واسعة النطاق ومتعددة في إجراء التصويت وجدولة بطاقات الاقتراع، وشككوا في صحة النتائج الرسمية. أصدر الأمين العام لمنظمة الدول الأمريكية لويس ألماغرو بيانًا عقب إعلان المحكمة الانتخابية العليا قال فيه: «مواجهة استحالة تحديد الفائز، فالطريقة الوحيدة الممكنة حتى يكون شعب هندوراس هو المنتصر هو دعوة جديدة لإجراء انتخابات عامة». رفض هيرنانديز موقف منظمة الدول الأمريكية واتهم كبير مساعديه منظمة الدول الأمريكية بالسعي «لمحاولة سرقة الانتخابات» لصالح نصر الله.